# Tylophora cordata
Tylophora cordata là một loài thực vật có hoa trong họ La bố ma. Loài này được Druce miêu tả khoa học đầu tiên năm 1917.